# Дражимир Марушић
Дражимир Марушић (Прањани, 2. октобар 1951 — Горњи Милановац, 14. август 2010) био је српски политичар, члан Савеза комуниста Југославије и Социјалистичке партије Србије. Био је народни посланик у скупштини Србије и у више наврата председник општине Горњи Милановац.

## Биографија
Рођен је у селу Прањани, 2. октобра 1951, од оца Малише и мајке Милице. Завршио је правни факултет у Београду 1975. године. До 1980. је радио у општини Горњи Милановац на скупштинским пословима. Од 1980. до 1989. био секретар Секретаријата за друштвене и комуналне делатности и инспекцијске послове, а од 1989. до 1992. председник Извршног савета СО Горњи Милановац.
Од 1992. до 2000. је, у три мандата, био председник Скупштине општине Горњи Милановац. Био је два пута посланик у Скупштини Србије, 1993. и 2001.
Након петооктобарских промена се једно време бавио адвокатуром, да би 2004. поново био изабран за председника општине, и на тој функцији остаје до смрти.
Био је у браку са супругом Мирјаном, са којом је имао двоје деце: сина Владимира и кћер Јовану (обоје такође правници).
По сопственом признању, био је „заљубљеник у историју и велики Обреновићевац“. Залагао се за поновну изградњу дворца у Такову и подстакао проналажење и набавку оригиналног пројекта. Био је познат по постављању бројних споменика у Г. Милановцу, чији је аутор Небојша Савовић Нес, а последњи у низу, откривен недуго пре Марушићеве смрти, је споменик краљици Драгој у градском парку.
Умро је од болести срца у Горњем Милановцу, 14. августа 2010. године, на функцији председника општине. Сахрањен је два дана касније, на гробљу у Горњем Милановцу.

## Контроверзе
Као један од истакнутих припадника Милошевићевог режима (био је члан главног одбора СПС), био је на списку особа којима је забрањен улаз у земље Европске уније, 2000. године.
Његови мандати у двехиљадитим су обележени бројним сукобима са опозицијом, који су неретко епилог добијали на суду.
2003. је ослобођен оптужби за злоупотребу службног положаја.
С обзиром да је у једном тренутку Марушић био председник општине (извршни орган), а Скупштина имала већину других политичких партија, раздобље 2007-2008. године обележено је непрестаним размирицама у Скупштини општине и судовима, што је узроковало увођење привременог финансирања општинског буџета и озбиљне проблеме у раду народне кухиње и других општинских служби.
Склопио је незаконит уговор о градњи спортске хале Бреза у Г. Милановцу са словеначком фирмом која се бавила позоришном продукцијом. Читав посао је оправдавао разним контрадикторним изјавама у локалним медијима, о чему је писано на више места. Опозиција је против њега поднела кривичну пријаву, што је на крају резултовало и судским процесом против њега и сарадника у коме је био окривљен због незаконито склопљеног уговора о градњи хале Бреза у Г. Милановцу. Његова смрт је прекинула поступак.
Залагао се за реновирање зграде Гимназије у Горњем Милановцу, што је искоришћено ка озбиљан предизборни адут, али је истовремено изазвало и згражавање јавности због вишемилионских исплата општинским функционерима због вршења „надзора“ над радовима, за шта нико од њих није био стручан. Реакција тужилаштва је, по обичају, изостала.
У јуну 2010. преко медија оштро напада Филипа Трнавца, професора ликовне културе, због графита „Приватизовано“ (величине пар центиметара) на споменику оснивању града. Реч је означавала критику управо Марушићеве власти, који се понашао као деспот и власник читаве општине. Трнавац због тога бива ухапшен и саслушаван у полицијској станици, а Марушић тражи његово отпуштање из службе.
Општинска власт под његовом управом је у два наврата донела незаконите одлуке о увођењу самодоприноса, које су оборене одлукама Уставног суда Србије.

## Награде
- Златна плакета Генералштаба Војске Југославије за активности у одбрани земље, 1999.[2]
- Златна плакета Удружења Рудничанин, 2009.[18]